# 이빛나
이빛나(1995년 8월 29일 ~ )는 대한민국의 배우이다.

## 학력
- 용두초등학교
- 동덕여자대학교 방송연예과

## 출연작

### 영화
- 《홍길동의 후예》 (2009년) - 푸드스타일링 역
- 《친정엄마》 (2010년) - 14세 미정 역
- 《저 햇살 속의 먼 여행》 (2011년) - 어린 미지
- 《전설의 주먹》(2013년) - 일진들 역
- 《러시안 소설》 (2013년) - 가림 역
- 《배우는 배우다》 (2014년) - 광고소녀 2 역
- 《조류인간》 (2015년) - 빛나 역
- 《타투》 (2015년) - 여고생 1 역
- 《동주》 (2016년) - 동주 여동생 혜원 역
- 《원더풀 월드》 (2016년) - 한복희 역
- 《사월의 끝》 (2017년) - 주희 역
- 《그대 이름은 장미》 (2019년) - 순철제자 4 역

### 드라마 & 시트콤
| 연도 | 방송사   | 제목                  | 역할        | 비고 |
| ---- | -------- | --------------------- | ----------- | ---- |
| 2013 | JTBC     | 패밀리팡              | 윤빛나      |      |
| 2014 | JTBC     | 유나의 거리           | 현정        |      |
| 2014 | KBS2     | 마법 천자문           | 손반지      |      |
| 2015 | tvN      | 하트 투 하트          |             |      |
| 2015 | KBS2     | 그래도 푸르른 날에    | 오진숙      |      |
| 2015 | SBS      | 이혼변호사는 연애중   | 어린 고척희 |      |
| 2015 | OCN      | 귀신 보는 형사 처용 2 | 이지연      |      |
| 2015 |          | 고결한 그대           | 최라미      |      |
| 2016 |          | 매콤달콤              | 여고생      |      |
| 2016 | MBC      | 역도요정 김복주       | 빛나        |      |
| 2018 | MBC      | 밥상 차리는 남자      |             |      |
| 2018 | 네이버TV | 악동탐정스 시즌2      | 마도카      |      |
| 2018 | KBS2     | 차달래 부인의 사랑    | 어린 차진옥 |      |
| 2019 | OCN      | 미스터 기간제         | 이지은      |      |

### 뮤직 비디오
- 〈지금처럼 사랑할게〉 (2015년) - 투빅
- 〈몰라서요〉 (2012년) - 스피넬
- 〈가슴으로 운다〉 (2011년) - 제이세라 & 디셈버